# Хоча (Злате Моравце)
Хоча (слч. Choča) насељено је мјесто са административним статусом сеоске општине (слч. obec) у округу Злате Моравце, у Њитранском крају, Словачка Република.

## Становништво
| Година:    | 1994. | 2004.   | 2014.   | 2024.   |
| ---------- | ----- | ------- | ------- | ------- |
| Број људи: | 474   | 486     | 501     | 470     |
| Разлика:   |       | +2,53 % | +3,08 % | -6,18 % |

| Година:    | 2023. | 2024.   |
| ---------- | ----- | ------- |
| Број људи: | 483   | 470     |
| Разлика:   |       | -2,69 % |

Према подацима о броју становника из 2011. године насеље је имало 506 становника.